# Yamaha TX 750
Die TX 750 ist ein Touren-Motorrad des japanischen Motorradherstellers Yamaha. Die Maschine mit luftgekühltem Zweizylinder-Viertaktmotor wurde zwischen 1972 und 1974 gebaut.

## Technik
- luftgekühlter Zweizylindermotor (Parallel-Twin/Gleichläufer), quer eingebaut, eine obenliegende Nockenwelle (OHC) von einer Einfach-Rollenkette angetrieben, 2 Ventile pro Zylinder über Kipphebel betätigt, Elektro- und Kickstarter, Primärantrieb über geradeverzahntes Stirnradgetriebe, Trockensumpfschmierung (Ölinhalt 3 Liter)
- Yamaha „Omni-Phase-Balancer-System“: zur Schwingungstilgung zwei Ausgleichswellen mit unterschiedlich schweren Gewichten, davon das größere entgegengesetzt der Kurbelwelle laufend, von einer Rollenkette angetrieben.
- Hubraum: 743 cm³, Bohrung × Hub: 80 mm × 74 mm,
Verdichtungsverhältnis 8,8 : 1
- Zwei Mikuni-Unterdruckvergaser (Ø 38 mm)
- Leistung: 37,5 kW (51 PS) bei 7.240 min−1
- Drehmoment: 57,8 Nm bei 4.500 min−1
- klauengeschaltetes 5-Gang-Getriebe, Hinterradantrieb über Einfach-Rollenkette (5/8" × 3/8")
- hydraulisch betätigte Scheibenbremse vorn (zwei Scheiben Ø 300 mm), Trommelbremse hinten (Ø 180 mm)
- Doppelschleifen-Rohrrahmen, Radstand 1455 mm
- Tankinhalt: 19 Liter, davon 4,5 Liter Reserve
- Batteriezündung mit zwei Unterbrecherkontakten, Wechselstromgenerator, Batterie 12 Volt/16 Amperestunden
- 2-in-2-Auspuffanlage
- Höchstgeschwindigkeit: 186 km/h (Testwert, solo langliegend)
- Beschleunigung: 0 – 100 km/h in 5,1 s (Testwert, solo)